# Acanthanectes
Acanthanectes – rodzaj morskich ryb z rodziny Tripterygiidae.

## Występowanie
Południowy Atlantyk u wybrzeży Afryki.

## Klasyfikacja
Gatunki zaliczane do tego rodzaju:
- Acanthanectes hystrix
- Acanthanectes rufus